# 萨尔达尼亚马里纽
萨尔达尼亚马里纽是巴西南大河州的一个市镇。总面积221.605平方公里，总人口2982人，人口密度13.5人/平方公里。